# Bahía de Caráquez
Bahía de Caráquez este un oraș din Ecuador.